# Успение Богородично (Лесново)
Вижте пояснителната страница за други значения на Успение Богородично.
„Успение на Пресвета Богородица“ (на македонска литературна норма: Успение на Пресвета Богородица) е скална православна църква в пробищипското село Лесново, Северна Македония. Намира се в местността Коларско край Лесновския манастир. Днес църквата е част от Брегалнишката епархия. Църквата е датирана от XIV век.